# HMS Canterbury (1915)
Pour les autres navires du même nom, voir HMS Canterbury.
Le HMS Canterbury est un croiseur léger de classe C lancé par la Royal Navy durant la Première Guerre mondiale. Affecté à la Grand Fleet, il participe à la bataille du Jutland avant de rejoindre la Force de Harwich afin de défendre la Manche. En 1918, il est déplacé en Mer Égée, où il terminera tranquillement la guerre. Obsolète en 1934, il est alors revendu pour démolition.